# Brinde

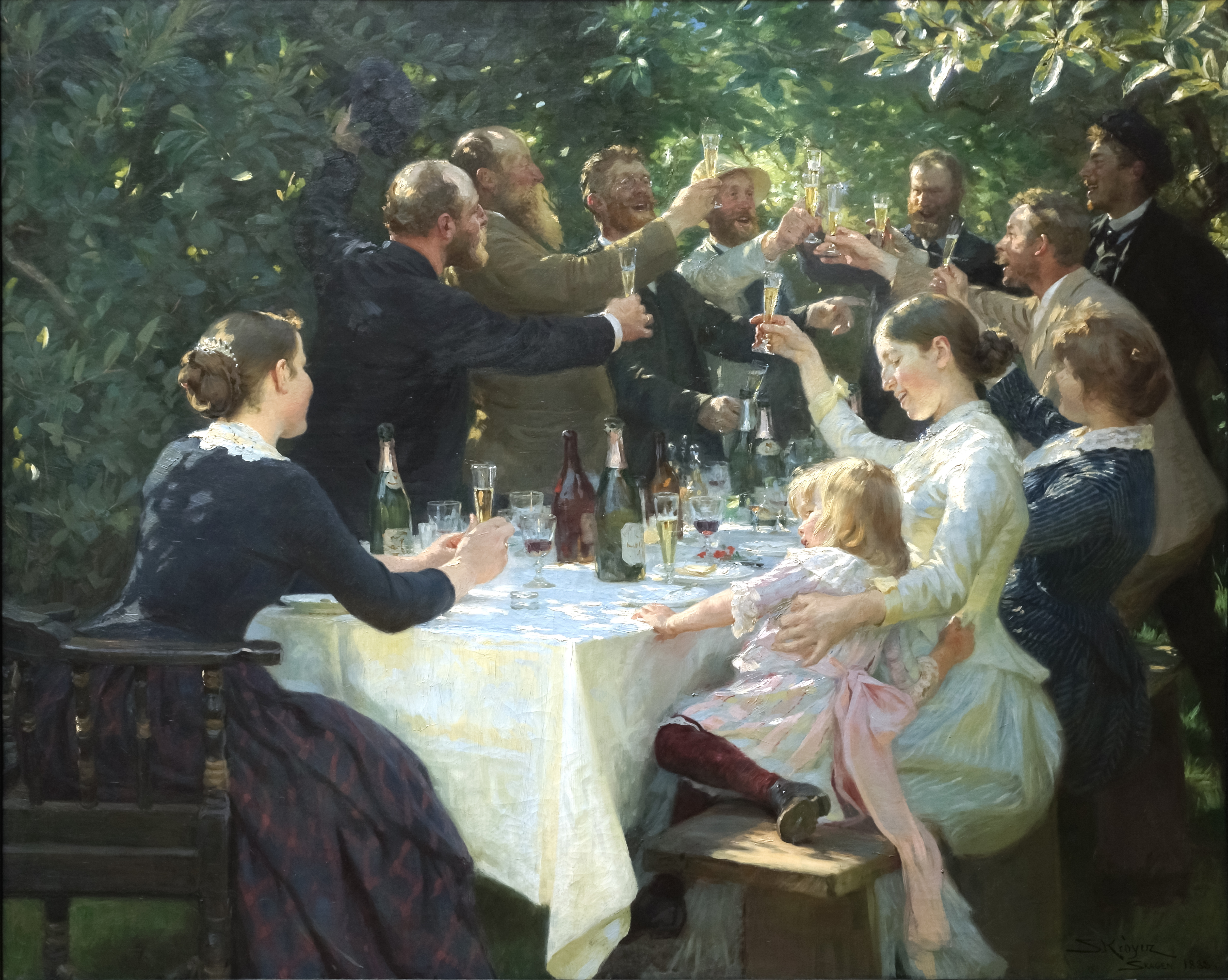
Hip, Hip, Hurrah! do pintor dinamarquês Peder Severin Krøyer, 1888

Brinde é um ritual em que uma bebida é tomada como uma expressão de honra ou boa vontade. O termo pode ser aplicado à pessoa ou coisa tão honrada, a bebida tomada ou a expressão verbal que acompanha a bebida. Assim, uma pessoa poderia ser "o brinde da noite", para quem alguém "propõe um brinde" para parabenizar e para quem uma terceira pessoa "brinda" de acordo.
O brinde, como descrito aqui, está enraizado na cultura ocidental, mas certas culturas fora dessa esfera têm suas próprias tradições, nas quais o consumo de uma bebida está ligado a idéias de celebração e honra. Enquanto o ritual físico e verbal do brinde pode ser elaborado e formal, levantar o copo em direção a alguém ou algo e, em seguida, beber é essencialmente um brinde também, sendo a mensagem de boa vontade para com a pessoa ou coisa indicada.

## História
De acordo com várias histórias apócrifas, o costume de tocar os copos evoluiu de preocupações com envenenamento. Dessa forma, tilintar os copos juntos faria com que cada bebida transbordasse para os outros (embora não haja evidência real de tal origem). O Manual Internacional sobre Álcool e Cultura diz que brindar "é provavelmente um vestígio secular de antigas libações sacrificiais em que um líquido sagrado foi oferecido aos deuses: sangue ou vinho em troca de um desejo, uma oração resumida nas palavras 'longa vida!' ou 'saúde!'"

## Situações

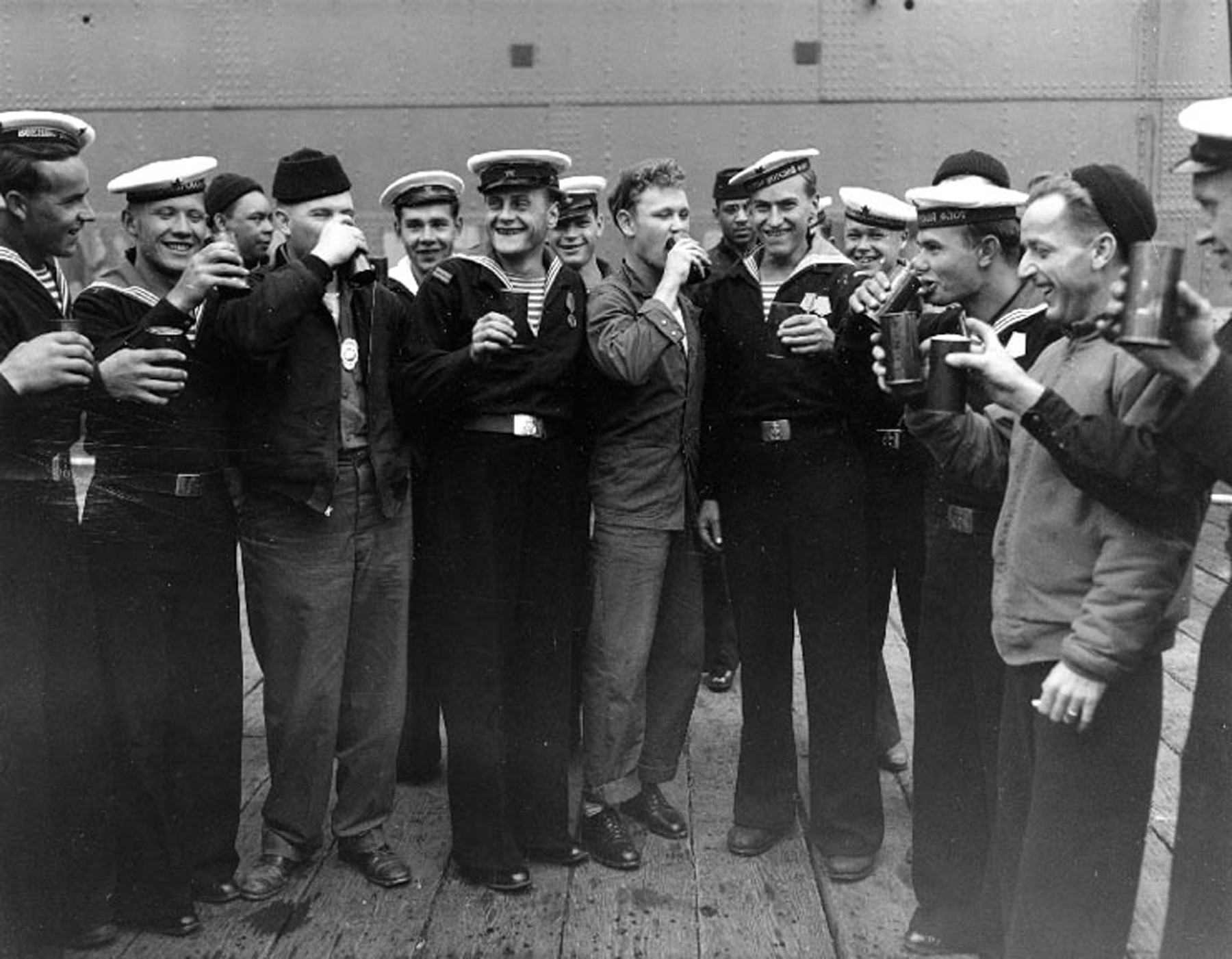
Soldados brindam em comemoração ao fim da Segunda Guerra Mundial

Os brindes geralmente são oferecidos em ocasiões de celebração ou comemoração, incluindo certos feriados, como a véspera de Ano Novo. Outras ocasiões incluem celebrações de aposentadoria, festas de inauguração de casa, nascimentos etc. O protocolo para brindar em casamentos é comparativamente elaborado e fixo. Em uma recepção de casamento, o pai da noiva, em seu papel de anfitrião, regularmente oferece o primeiro brinde, agradecendo aos convidados por participar, oferecendo lembranças de bom gosto da infância da noiva, e desejando aos noivos uma vida feliz juntos. O orador geralmente propõe um brinde em forma de felicidades e parabéns aos recém-casados. O brinde de um orador toma a forma de um pequeno discurso (de 3 a 5 minutos) que combina uma mistura de humor e sinceridade.

## Ver Também
- Canções para beber